# هاوته-کوتو
هاوته-کوتو (به لاتین: Haute-Kotto) یکی ازاستان های جمهوری آفریقای مرکزی است.

## خصوصیات
هاوته-کوتو ۸۶٬۶۵۰ کیلومترمربع مساحت و ۹۰٬۳۱۶ نفر جمعیت دارد.